# Псевдозеркальный фотоаппарат

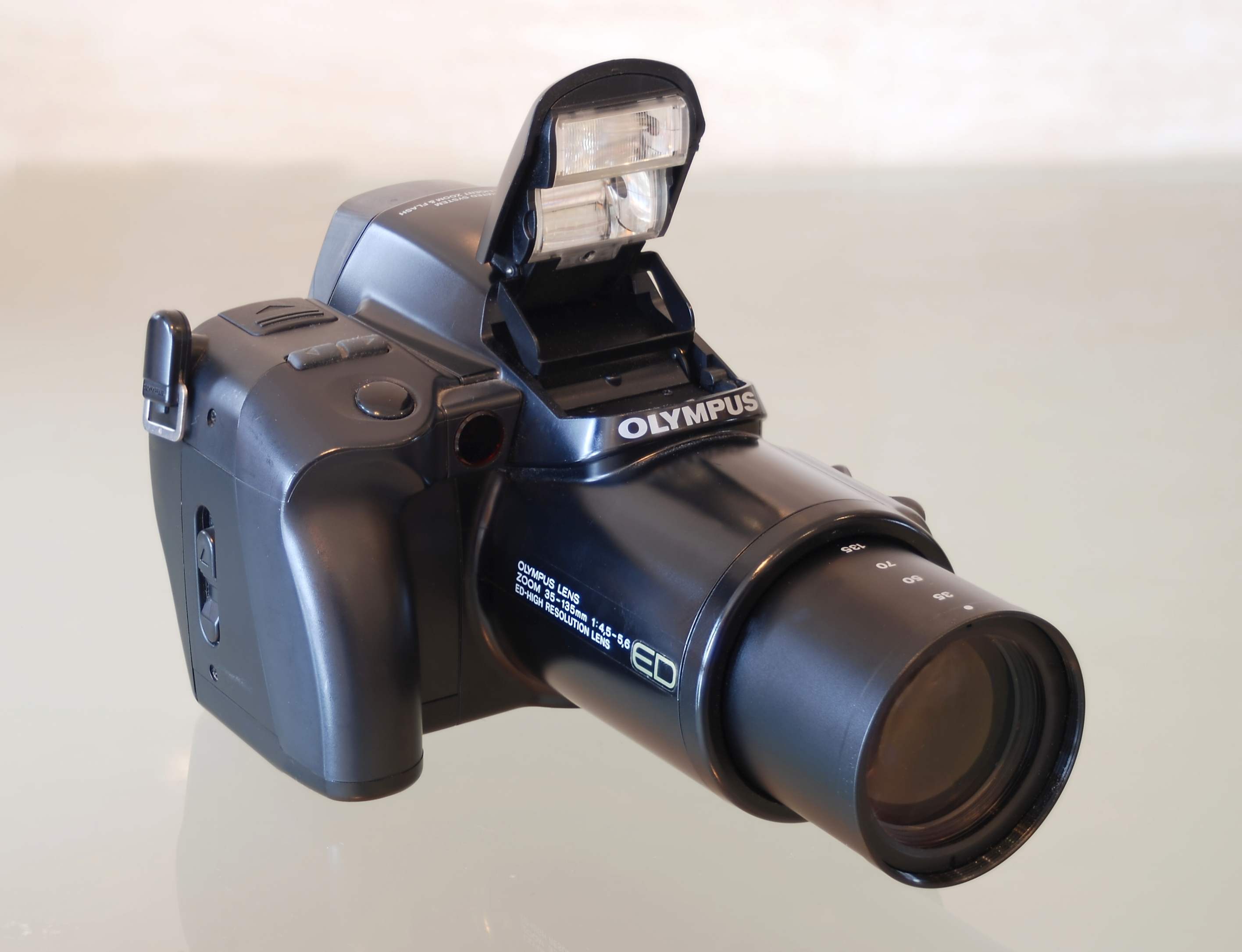
Плёночный псевдозеркальный фотоаппарат Olympus IS 1000

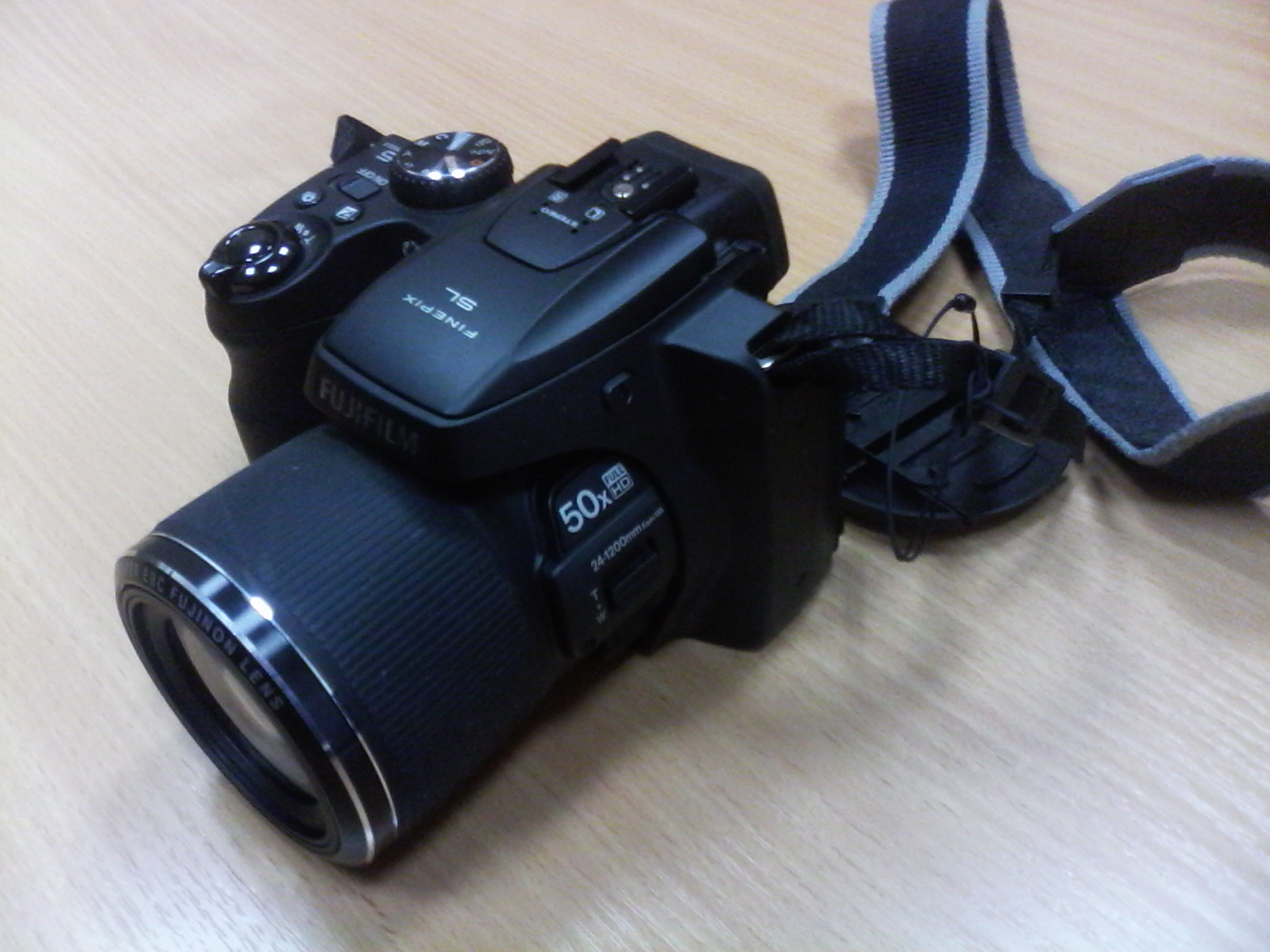
Псевдозеркальный цифровой фотоаппарат Fujifilm FinePix SL 1000, объектив с 50^{×}изменением фокусного расстояния

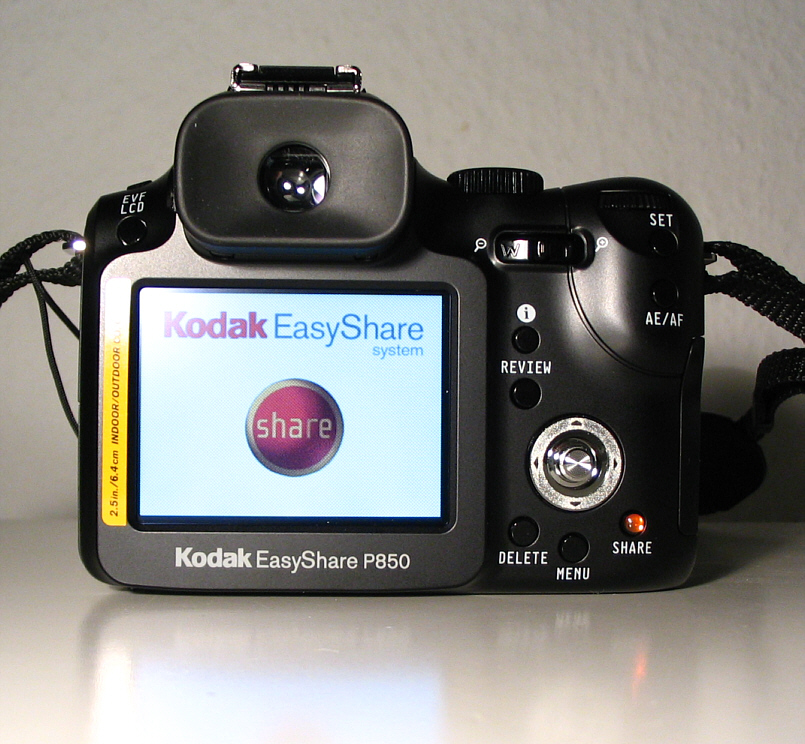
Электронные видоискатели псевдозеркального цифрового фотоаппарата Kodak P850: окулярный (с наглазником) и внешний ЖК-дисплей.

Псевдозерка́льный фотоаппара́т (англ. Bridge camera) — класс любительской фотоаппаратуры, заполняющий нишу между компактными и однообъективными зеркальными камерами потребительского сегмента. Получили своё название от греч. ψευδής — «ложный» за сходство с однообъективными зеркальными фотоаппаратами. Первые псевдозеркальные фотоаппараты вместо подвижного зеркала содержали светоделительную призму, разделявшую свет от объектива на две части, одна из которых направлялась в видоискатель упрощённой конструкции. С совершенствованием технологий электронного визирования от оптического видоискателя полностью отказались. Главная отличительная особенность данного типа — наличие встроенного объектива с переменным фокусным расстоянием большой кратности, поэтому в названии многих моделей присутствует приставка Superzoom, отражающая ещё одно зарубежное название этой категории аппаратуры. 
В отечественных источниках использовался ещё один термин: «гибридная камера». Несмотря на серьёзную конкуренцию со стороны беззеркальных камер, псевдозеркальные популярны до настоящего времени, и крупные производители фототехники обязательно имеют в своей линейке продукции хотя бы одну модель такого типа. Однако с распространением камерофонов псевдозеркальные камеры начали быстро терять позиции на рынке.

## Особенности конструкции
Как плёночные, так и цифровые псевдозеркальные камеры оснащаются несменным объективом с переменным фокусным расстоянием. Зеркальный видоискатель плёночных фотоаппаратов часто имеет упрощённое устройство с неподвижным полупрозрачным зеркалом и дешёвой оборачивающей системой без пентапризмы. Псевдозеркальная конструкция получила распространение с появлением уменьшенного формата плёнки Advanced Photo System (например, «Olympus Centurion»), но использовалась и для стандартного малоформатного кадра.
Цифровые псевдозеркальные камеры, как правило, не оснащаются оптическим видоискателем, вместо которого используется окулярный визир с малогабаритным жидкокристаллическим дисплеем (электронный видоискатель), а также отдельный жидкокристаллический дисплей. Это даёт возможность классического визирования через окуляр, наблюдая защищённое от внешней засветки беспараллаксное изображение (но не на фокусировочном экране, а на ЖК-дисплее). Размер матрицы псевдозеркальных фотоаппаратов и принцип действия практически не отличаются от компактных цифровых камер. В большинстве случаев вместо фокального затвора используется центральный, расположенный между линзами объектива. Кроме того не используется прыгающая диафрагма, поскольку яркость изображения в видоискателе не зависит от установленного относительного отверстия, а отражает соответствие правильной экспозиции. Отличия от простейших фотоаппаратов заключаются в возможности сквозного визирования через съёмочный объектив, а также в сложном интерфейсе, позволяющем регулировать большинство параметров. Небольшой размер кадра позволяет использовать встроенный «суперзум» с большим диапазоном фокусных расстояний, но небольшой светосилой. Для большинства псевдозеркальных камер выпускаются широкоугольные и теленасадки, расширяющие возможности несъёмного объектива.
В отличие от компактных, псевдозеркальные фотоаппараты позволяют вручную управлять выдержкой и диафрагмой, а также поддерживают все автоматические режимы отработки экспозиции. Кроме того, в них возможна ручная установка значения светочувствительности, баланса белого и доступны различные режимы измерения экспозиции. Такой интерфейс приближает псевдозеркальные камеры к зеркальным. 
Следует отметить, что многие беззеркальные фотоаппараты (например, Samsung NX10) имеют способ визирования, аналогичный псевдозеркальным: малогабаритный ЖК-дисплей с окуляром и жидкокристаллический дисплей больших размеров. Принципиальное отличие заключается в возможности полноценного использования сменных объективов, которой лишены псевдозеркальные камеры.